# Municipio de Tepeyahualco de Cuauhtémoc
El municipio de Tepeyahualco de Cuauhtémoc (del nahoa tepetl, "cerro"; yahualtic, "cosa redonda", "rodete"; y co, "en"; que significa En la redondez o cerco de cerros) es un municipio situado en el estado mexicano de Puebla. Según el censo de 2020, tiene una población de 3851 habitantes.
La localidad fue conformada por grupos nahuas que se establecieron en el lugar en la época prehispánica. En el siglo XIX pertenecía al antiguo distrito de Tecali y en 1930 se constituyó como Municipio Libre.

## Geografía
El municipio tiene una superficie de 15.35 km² y está ubicado a una altitud promedio de 1940 metros sobre el nivel del mar.